# Хидэхико Накадзава
Хидэхико Накадзава (яп. 中澤英彦 накадзава хидэхико) — японский филолог, славист. Научная сфера Накадзавы — русский язык, а также, в меньшей мере, украинский. Накадзава родился в префектуре Гумма; в 1973 году окончил кафедру русского языка на факультете иностранной филологии Токийского университета иностранных языков; через два года окончил магистратуру по славянской филологии на том же факультете и занял на нём должность ассистента. С 2009 года Накадзава занимает должность профессора аспирантуры этого университета и считается специалистом по русскому языку. Помимо этого, он известен как автор практической японско-украинской транскрипции. Из подобных систем она является четвёртой, но первой, разработанной автором-японцем.

## Система Накадзавы

### Таблица
В 2009 году в рамках японско-украинского проекта по созданию практической транскрипции для обоих языков Накадзава создал следующую систему:
| あ / ア а   | い / イ і   | う / ウ у   | え / エ е   | お / オ о   |                 |                 |                  |
| か / カ ка  | き / キ кі  | く / ク ку  | け / ケ ке  | こ / コ ко  | きゃ / キャ кя  | きゅ / キュ кю  | きょ / キョ кьо  |
| さ / サ са  | し / シ ші  | す / ス су  | せ / セ се  | そ / ソ со  | しゃ / シャ шя  | しゅ / シュ шю  | しょ / ショ шьо  |
| た / タ та  | ち / チ чі  | つ / ツ цу  | て / テ те  | と / ト то  | ちゃ / チャ чя  | ちゅ / チュ чю  | ちょ / チョ чьо  |
| な / ナ на  | に / ニ ні  | ぬ / ヌ ну  | ね / ネ не  | の / ノ но  | にゃ / ニャ ня  | にゅ / ニュ ню  | にょ / ニョ ньо  |
| は / ハ ха  | ひ / ヒ хі  | ふ / フ фу  | へ / ヘ хе  | ほ / ホ хо  | ひゃ / ヒャ хя  | ひゅ / ヒュ хю  | ひょ / ヒョ хьо  |
| ま / マ ма  | み / ミ мі  | む / ム му  | め / メ ме  | も / モ мо  | みゃ / ミャ мя  | みゅ / ミュ мю  | みょ / ミョ мьо  |
| や / ヤ я   |             | ゆ / ユ ю   |             | よ / ヨ ьо  |                 |                 |                  |
| ら / ラ ра  | り / リ рі  | る / ル ру  | れ / レ ре  | ろ / ロ ро  | りゃ / リャ ря  | りゅ / リュ рю  | りょ / リョ рьо  |
| わ / ワ ва  |             |             |             | を / ヲ о   |                 |                 |                  |
| ん / ン н   |             |             |             |             |                 |                 |                  |
|             |             |             |             |             |                 |                 |                  |
| が / ガ ґа  | ぎ / ギ ґі  | ぐ / グ ґу  | げ / ゲ ґе  | ご / ゴ ґо  | ぎゃ / ギャ ґя  | ぎゅ / ギュ ґю  | ぎょ / ギョ ґьо  |
| ざ / ザ дза | じ / ジ дзі | ず / ズ дзу | ぜ / ゼ дзе | ぞ / ゾ дзо | じゃ / ジャ дзя | じゅ / ジュ дзю | じょ / ジョ дзьо |
| だ / ダ да  | ぢ / ヂ дзі | づ / ヅ дзу | で / デ де  | ど / ド до  | ぢゃ / ヂャ дзя | ぢゅ / ヂュ дзю | ぢょ / ヂョ дзьо |
| ば / バ ба  | び / ビ бі  | ぶ / ブ бу  | べ / ベ бе  | ぼ / ボ бо  | びゃ / ビャ бя  | びゅ / ビュ бю  | びょ / ビョ бьо  |
| ぱ / パ па  | ぴ / ピ пі  | ぷ / プ пу  | ぺ / ペ пе  | ぽ / ポ по  | ぴゃ / ピャ пя  | ぴゅ / ピュ пю  | ぴょ / ピョ пьо  |

Мелкие отличия от системы Поливанова — в отсутствии «ё» в украинском языке и замене «и» на «i» («е» звучит как русское «э», а «ґ» как звонкое «г»). Остальные, более существенные отличия выделены жирным шрифтом. На данный момент УАН по советской традиции использует систему Поливанова (также де факто в Украинской Википедии и в географических наименованиях Японии), но более популярной вне научного сообщества является система Хепбёрна (также в украинской вариации). При этом ни одна система не является официальной в стране, и дискуссия об идеальной официальной системе вызывает ожесточённые споры.
Стоит заметить, что в русском языке слог «ши» читается как /ʂɨ/, а «щи» — как /ɕɕi/; Поливанов предпочёл написание «си». Украинский слог «ші» читается как /ʃʲi/, мягко и без удвоений.

### Дополнения
- Длинная гласная передаётся одной буквой, но при необходимости допускается удвоение. Например, фамилия Ида (яп. 飯田 и:да) может записываться как Iда, так и Iiда.
- Удвоенный согласный звук всегда передаётся двумя буквами: например, Саппоро (яп. 札幌) будет записано как Саппоро.
- Те японские слова, которые в русском языке записываются как исключения, так и передаются, прежде всего, из-за того, что эти слова вошли в украинский язык через русский, например: Токіо, Йокогама.
- Перед б, п, м знак ん /ɴ/ записывается как м: например Хомма (фамилия): Хомма (яп. 本間).
- Перед я, і, ю, є ставится апостроф, если они стоят перед ん /ɴ/, например: Дзюн'ічі и Шін'ічі.
- Дифтонги あい /ai/, えい /ei/, おい /oi/ записываются как ай, ей, ой, например: Айко и Ейічі.

## Работы
1. はじめてのロシア語 [Учим русский язык впервые]. — 東京: 講談社, 1991.
2. ロシアの文字と言葉 [Русские буквы и слова]. — 東京: 小峰書店, 2005.
3. 日本語から引く知っておきたいロシア語 [Русский язык вместе с японским]. — 東京: 小学館, 2005.
4. 日露新時代の社会的・言語的現状に対応したロシア語教育文法構築に関する総合的研究 [Комплексное исследование структуры грамматики русского языка]. — 東京: 中澤英彦, 2005—2007.
5. 一冊目のロシア語 [Первая книга по русскому языку]. — 東京: 東洋書店, 2006.
6. 使える・話せる・ロシア語単語 [Словарик русского языка]. — 東京: 語研, 2008.
7. ニューエクスプレス ウクライナ語 [Украинский язык. Диалоги]. — 東京: 白水社, 2009.